# Ischnobracon rhyssides
Ischnobracon rhyssides är en stekelart som först beskrevs av Günther Enderlein 1920.  Ischnobracon rhyssides ingår i släktet Ischnobracon och familjen bracksteklar. Inga underarter finns listade i Catalogue of Life.